# جو ميسيل
جو ميسيل (22 أبريل 1968 في أستراليا - ) (بالإنجليزية: Jo Angel)‏ هو لاعب كريكت أسترالي. لعب مع نادي مقاطعة غلوستر للكريكت ‏ وفريق غرب أستراليا للكريكت ‏.

## وصلات خارجية
- جو ميسيل على موقع إي آس بي آن كريك إنفو (الإنجليزية)